# Одинокий волк Маккуэйд
Одинокий волк Маккуэйд (англ. Lone Wolf McQuade) — американский художественный фильм 1983 года c Чаком Норрисом в главной роли.

## Сюжет
Маккуэйд работает рейнджером в Техасе. Он живет один в обветшалом доме вместе с одомашненным степным волком, часто любит выпить. Однажды он получает информацию о засекреченной базе мафии, через которую проходит канал контрабанды оружия, про преступников также в курсе ФБР, с которым Маккуэйд не намерен сотрудничать. Ситуация кардинально меняется, когда от рук бандитов пострадала дочь главного героя. Маккуэйду приходится дать бой мафии. 

## В ролях
- Чак Норрис — Маккуэйд
- Дэвид Кэррадайн — Рауль Уилкс
- Барбара Каррера — Лола Ричардсон
- Л. К. Джонс — Дакота Браун
- Роберт Бельтран — Кайо Рамос
- Леон Айзек Кеннеди — Джексон
- Шэрон Фаррелл — Молли Маккуэйд